# Cilleros de la Bastida
Cilleros de la Bastida is een gemeente in de Spaanse provincie Salamanca in de regio Castilië en León met een oppervlakte van 16,97 km². Cilleros de la Bastida telt 25 inwoners (1 januari 2016).

## Demografische ontwikkeling
Bron: INE, 1857-2011: volkstellingen